# Truist Center
Le Truist Center, anciennement Hearst Tower, est un gratte-ciel de bureaux de 201 mètres de hauteur et de 47 étages, construit à Charlotte en Caroline du Nord. La construction dure de 1999 à 2002 et a coûte 200 millions de dollars. C'est le troisième plus haut gratte-ciel de Charlotte.

## Caractéristiques
Le style architectural de la tour conçue par l'architecte  Charles G. Hull de l'agence Smallwood est exceptionnel. L'immeuble jaillit de sa base et les étages les plus hauts sont en moyenne de 20% plus larges que les étages du bas. Le bâtiment comprend des éléments de style post-moderne et, ce qui est très rare parmi les gratte-ciel construits au XXIe siècle, de style Art déco
Le béton a été utilisé pour le podium de la tour et l'acier a été utilisé pour la structure des étages supérieurs.
Il n'y a pas de treizième étage du fait de la difficulté à louer cet étage à des occupants qui auraient la phobie du nombre 13 (voir triskaïdékaphobie).
L'immeuble comprend 29 ascenseurs et une surface de plancher de 148 600 m2.
La Bank of America  et la société d'édition Hearst ont été initialement les deux principaux occupants de l'immeuble qui comprend également une galerie d'art ouverte au public. Le principal occupant de l'immeuble est désormais la banque Truist qui y a établi son siège et qui a modifié l'apparence du bâtiment en plaçant en 2020 aux sommets des façades le logo ou le nom de l'entreprise, ce qui a suscité des protestations considérables, avec notamment une pétition sur change.org 
Le bâtiment comprend un podium de 15 étages qui comprend le hall d'entrée, un parking, des commerces et une salle de marché qui s'étend sur 3 étages. Cette salle de marché  a été conçue par la grande agence d'architecture Skidmore, Owings & Merrill. Le podium est surmonté par une tour de 32 étages, le bâtiment comprenant en tout 47 étages.

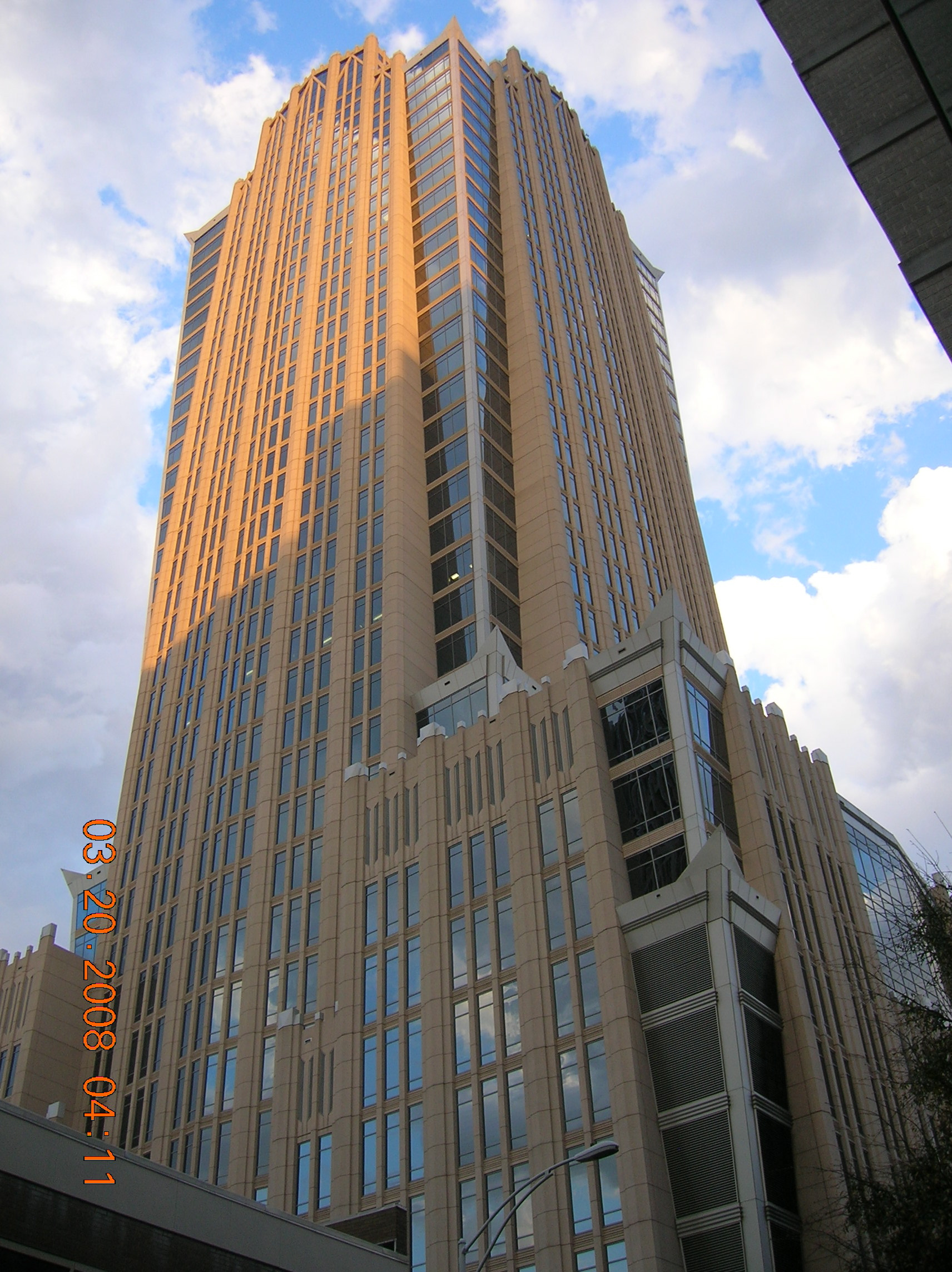
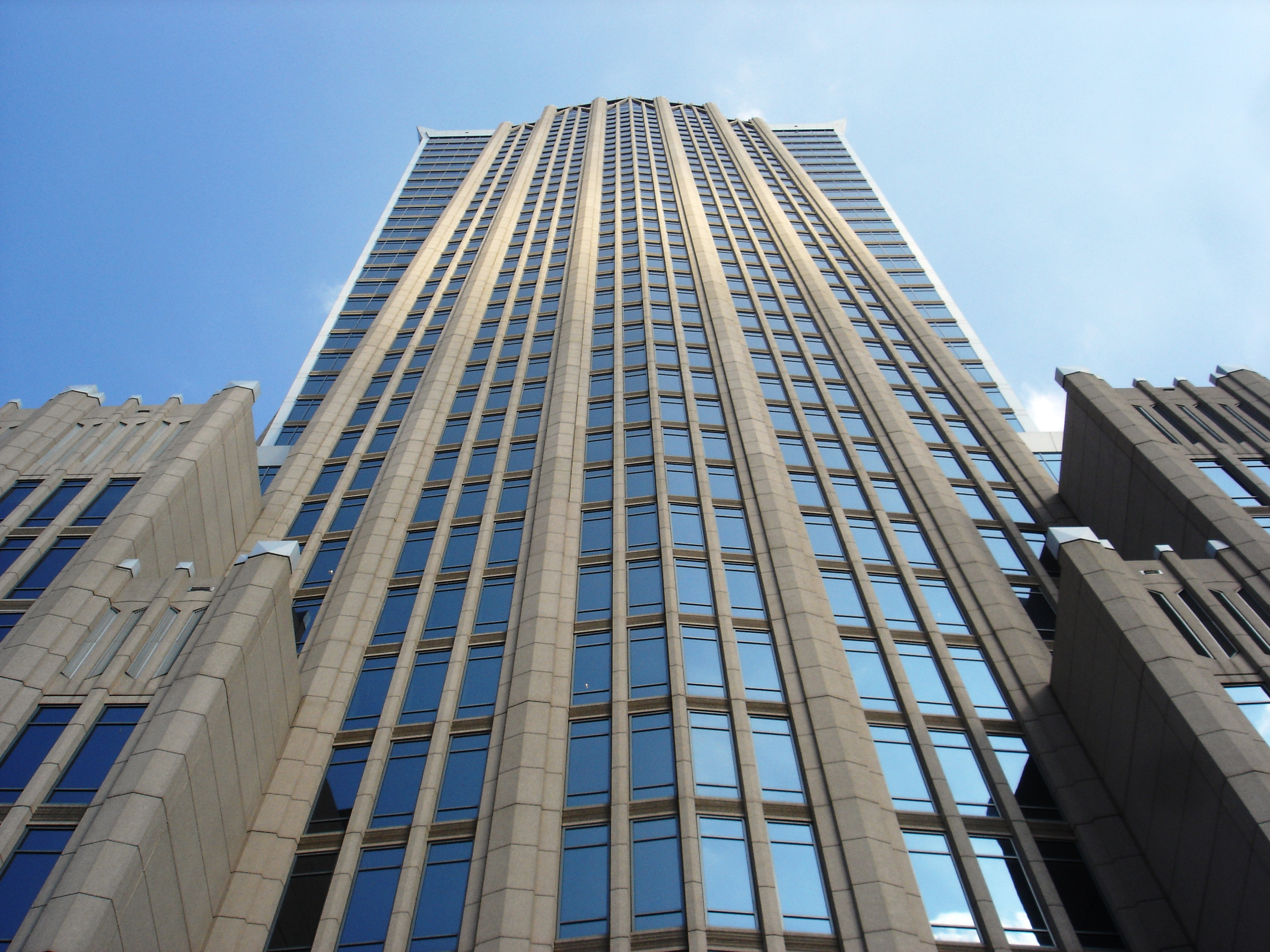
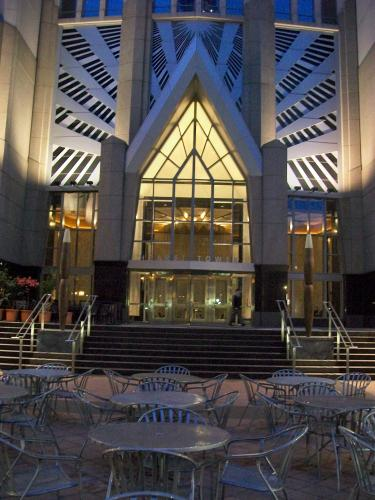